# Tablica liczb losowych

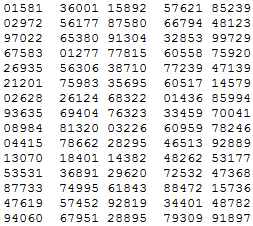
Przykładowa tabela liczb losowych

Tablica liczb losowych – tablica wypełniona liczbami losowymi. Obecnie wychodzą z użycia na rzecz komputerowych generatorów liczb losowych.

## Historia
Pierwszą tablicę liczb losowych wydał w roku 1927 L. H. Tippett pod tytułem „Random Sampling Numbers”. Zawierała ona 41600 cyfr (od 0 do 9) pobranych z danych ze spisu powszechnego w Wielkiej Brytanii. Cyfry te uzyskano z liczb wyrażających powierzchnie parafii, po odrzuceniu dwóch pierwszych i dwóch ostatnich cyfr z każdej liczby.
W 1939 R. A. Fisher i F. Yates podali tablicę 15 000 cyfr losowych, uzyskaną przez wypisanie cyfr od 15. do 19. z pewnych 20-cyfrowych tablic logarytmicznych. W tym samym roku Kendall, Babington i Smith przedstawili tablicę 100 000 cyfr losowo uzyskanych za pomocą „elektrycznej ruletki”, czyli wirującego dysku z oznaczeniami cyfr {\displaystyle 0,1,\dots ,9,} obserwując w przypadkowych chwilach wybrany sektor ruletki.
Tablice liczb losowych miały ograniczoną długość i zawierały tylko jeden ciąg takich liczb. W celu przedłużenia ich żywotności (nie można było stale wykorzystywać tych samych liczb, bo to przeczyłoby idei losowości) opracowywano algorytmy wytwarzania ciągów losowych na podstawie tablic.

## Przykład
Przykładowy algorytm dla tablic zawierających pięciocyfrowe liczby:
1. Wybrać losowo liczbę pięciocyfrową z tablicy.
2. Zredukować pierwszą cyfrę tej liczby modulo 2, tak zmodyfikowana liczba pięciocyfrowa wskaże numer wiersza w tablicy.
3. Zredukować dwucyfrową końcówkę tej liczby modulo 50. Tak otrzymana liczba dwucyfrowa wskaże numer kolumny w tablicy.
4. Rozpocząć ciąg losowy od wskazanej pozycji w tablicy.